# Brezovica (Prešov)
Brezovica é um município da Eslováquia, situado no distrito de Sabinov, na região de Prešov. Tem 18,23 km² de área e sua população em 2018 foi estimada em 1.716 habitantes.

## Demografia
| Ano:        | 1994 | 2004   | 2014   | 2024   |
| ----------- | ---- | ------ | ------ | ------ |
| Broj ljudi: | 1675 | 1687   | 1710   | 1684   |
| Razlika:    |      | +0,71% | +1,36% | -1,52% |

| Ano:               | 2023 | 2024 |
| ------------------ | ---- | ---- |
| Número de pessoas: | 1684 | 1684 |
| Diferença:         |      | +0%  |